# Impossible (chanson de Shontelle)
Pour les articles homonymes, voir Impossible (homonymie).
Impossible est une chanson de l'artiste barbadienne Shontelle, premier extrait de son deuxième album No Gravity. Elle est écrite par Arnthor Birgisson et Ina Wroldsen. Le single est sorti en téléchargement le 9 février 2010. En 2012, le titre est repris par James Arthur.

## Version de James Arthur
James Arthur, gagnant de la 9e saison de The X Factor britannique, sort une reprise d'Impossible le 9 décembre 2012, le soir même de sa victoire. En une journée, le single se vend à plus de 187 000 exemplaires, réalisant le meilleur démarrage pour un gagnant du télé-crochet. En janvier 2013, le single dépasse le million d'exemplaires vendus au Royaume-Uni.